# Kolding Challenger 2006
Il Kolding Challenger 2006, noto come Kobstaedernes ATP Challenger per motivi di sponsorizzazione, è stato un torneo di tennis facente parte della categoria ATP Challenger Series nell'ambito dell'ATP Challenger Series 2006. Il torneo si è giocato a Kolding in Danimarca dal 16 al 22 ottobre 2006 su campi in cemento indoor.

## Vincitori

### Singolare
Michaël Llodra ha battuto in finale  Raemon Sluiter con il punteggio di 6–4, 6–4

### Doppio
Jeff Coetzee /  Rogier Wassen hanno battuto in finale  Eric Butorac /  Travis Parrott con il punteggio di 4–6, 6–4, [10-5]